# Lobelia benthamii
Lobelia benthamii är en klockväxtart som beskrevs av Ferdinand von Mueller. Lobelia benthamii ingår i släktet lobelior, och familjen klockväxter. Inga underarter finns listade i Catalogue of Life.